# Пад и модернизација Османског царства
Крајем осамнаестог века, Османско царство (Стагнација и реформа Османског царства) суочило се са бројним непријатељима. Као одговор на ове претње, царство је покренуло период унутрашњих реформи, које су познате као Танзиматске реформе, који је успео да значајно ојача османску централну државу, упркос несигурном међународном положају царства. Током деветнаестог века, османска држава је постала све моћнија и рационализованија, вршећи већи степен утицаја на своје становништво него у било којој претходној ери. Процес реформи и модернизације у царству започео је проглашењем Низам-и Џедида (Нови поредак) током владавине султана Селима III и испрекидан је са неколико реформских декрета, попут Хатишерифа од Гилхане 1839. године и Хатихумајуна 1856. године. До 1908. године, османска војска је модернизована и професионализована по узору на западноевропске војске. Период је завршен поразом и распадом Османског царства (1908–1922).

## Главна питања тог периода
Успон национализма захватио је многе земље током 19. века и захватио је територије у оквиру Османског царства. Растућа национална свест, заједно са појачаним осећајем етничког национализма, учинила је националистичку мисао једном од најзначајнијих западних идеја увезених у Османско царство. Царство је било приморано да се носи са национализмом и унутар и изван својих граница. Број револуционарних, тајних друштава која су се током наредног периода претворила у политичке странке драматично је порастао. Устанци на османској територији имали су много далекосежних последица током 19. века и одредили су већи део османске политике током раног 20. века. Много османлијске владајуће елите постављало је питање да ли је за то крива политика државе: неки су сматрали да су извори етничких сукоба спољни и да нису повезани са питањима управљања. Иако ово доба није било без неких успеха, способност османске државе да има било какав ефекат на етничке побуне озбиљно је доведена у питање.
Руски интереси у овом веку развили су се са главном темом подржавања независности бивших османских провинција, а затим постављање свих словенских народа на Балкану под Бугарску или коришћење Јермена на истоку. Крајем века, из руске перспективе, постигнута је Румунија, Србија и Црна Гора и аутономија Бугарске. То је узбунило Велике силе. После Берлинског конгреса руска експанзија је контролисана заустављањем ширења Бугарске. Руска јавност је оценила да су на крају Берлинског конгреса хиљаде руских војника страдали узалуд.
Војска Османског царства била је ефикасна борбена снага све до друге половине осамнаестог века када је претрпела катастрофалан пораз против Русије у рату 1768-1774. Селим III је на престо дошао амбициозним напорима да спроведе војне реформе 1789. године. Није успео и заменио га је Махмуд II 1808. који је успоставио војно стање преко Алемдара Мустафа-паше. У почетку се удружио са јањичарима да би сломио моћ покрајинских гувернера, а затим се окренуо против јаничара и потпуно их уклонио током повољног инцидента 1826. године. Напори за новим системом (1826–1858) почели су након повољног инцидента.
Економски историчар Пол Бајрох тврди да је слободна трговина допринела деиндустријализацији у Османском царству. За разлику од протекционизма Кине, Јапана и Шпаније, Османско царство је имало либералну трговинску политику, отворену за страни увоз. Ова политика је своје порекло имала у капитулацијама Османског царства, још од првих комерцијалних уговора потписаних са Француском 1536. године и настављених капитулацијама 1673. и 1740. године, којима су царине снижене на 3% за увоз и извоз. Либералну османску политику похвалили су британски економисти као што је Џон Ремзи Макалох у свом Трговинском речнику (1834), али су је касније критиковали британски политичари као што је премијер Бенџамин Дизраели, који је Османско царство навео као „случај повреде коју је нанела необуздана конкуренција“ у расправи о кукурузним законима 1846. године:
У Турској је постојала слободна трговина и шта је она произвела? Уништила је неке од најбољих светских мануфактура. Још 1812. године ове мануфактуре су постојале, али су уништене. То су биле последице конкуренције у Турској, а њени ефекти били су погубни као и ефекти супротног принципа у Шпанији.
Стагнација и реформа Османског царства (1683–1827) завршени су распадом Османске класичне војске. Питање током пропадања и модернизације Османског царства (1828–1908) било је стварање војске (безбедносног апарата) која би могла да добија ратове и да својим поданицима донесе сигурност. Тај циљ су спроводили више султана са вишеструким реорганизацијама током овог периода. На крају овог периода, са Другом уставном ером 1908. године, османска војска се модернизује и професионализује по узору на европске војске.

## Модернизација 1808–1839

### 1808–1839 Махмуд II
Махмуд II се морао бавити вишеструким питањима наслеђеним из прошлих генерација. Ова издања трајала су све време његове владавине. Укратко, Источно питање са Русијом, Енглеском и Француском, и војни проблеми који настају због побуњених јањичара и заразних Улема. Такође се суочио са бројним унутрашњим сукобима са Египћанима, Вехабијама, Србима, Албанцима, Грцима и Сиријцима, а имао је и административних проблема са побуњеним пашама, који су желели да оснују нова царства на рушевинама Османске државе.
Махмуд II је разумео растуће државне проблеме и приближавање рушења монархије и почео је да се бави проблемима онако како их је видео. На пример, затворио је Суд за конфискацију и одузео већи део моћи пашама. Лично је дао пример реформе редовно присуствујући Дивану, односно државном већу. Пракса да султан избегава Диван уведена је пре два века, за време владавине Сулејмана I, и сматрала се једним од узрока пропадања царства. Махмуд II се такође позабавио неким од најгорих злоупотреба повезаних са Вакуфима, стављајући њихове приходе под државну управу. Међутим, није се усудио да ову огромну масу имовине примени у опште сврхе владе.

#### Срби, 1810-их
На Балкану је 1804. године избила Српска револуција против османске владавине, која се одвијала паралелно са Наполеоновом инвазијом. До 1817. године, када се револуција завршила, Србија је подигнута на статус самоуправне монархије под номиналним османским сизеренством. У 1821. години Прва грчка република постала је прва балканска земља која је постигла независност од Османског царства. Званично је призната од стране Порте 1829. године, након завршетка Грчког рата за независност.

#### Грци, 1820-их
У 1814. години, основана је тајна организација Хетерија са циљем ослобађања Грчке. Хетерија је планирала да покрене побуне на Пелопонезу, Дунавским кнежевинама, и главном граду са околним областима. Прва од ових побуна започела је 6. марта 1821. у дунавским кнежевинама коју су Османлије угушиле. Дана 17. марта 1821. године, Маниоти су објавили рат што је био почетак револуционарних акција других контролисаних држава. У октобру 1821. године, Теодорос Колокотронис заузео је Триполицу, након чега су уследиле и друге побуне на Криту, Македонији, и централној Грчкој. Убрзо су се развиле тензије међу различитим грчким фракцијама, што је довело до два узастопна грађанска рата. Мухамед Али Египатски пристао је да пошаље свог сина Ибрахим-пашу у Грчку са војском како би сузбио побуну за узврат за територијалну корист. До краја 1825. године већи део Пелопонеза био је под египатском контролом, а град Мисолонги је био под опсадом и пао је априла 1826. Ибрахим је успео да сузбије већи део побуне на Пелопонезу и Атина је поново заузета. Русија, Британија и Француска одлучиле су да се умешају у сукоб и свака нација је послала морнарицу у Грчку. Након вести да ће комбинована османско-египатска флота напасти грчко острво Хидру, савезничка флота пресрела је османско-египатску флоту у бици код Наварина. Након недељног сукоба, започела је битка у којој је уништена османско-египатска флота. Уз помоћ француских експедиционих снага Грци су кренули ка заузетом делу Централне Грчке до 1828. године.
Грчки рат за независност започео је ширење западног појма национализма, подстакао успон национализма под Османским царством и на крају изазвао слом османских милета. Несумњиво, концепт државности који је превладавао у Османском царству био је другачији од садашњег јер је био усредсређен на религију..

#### Повољни инцидент, 1826
Најзначајнија достигнућа Махмуда II укључују укидање јањичарског корпуса 1826. године, успостављање модерне османске војске и припрему Танзиматских реформи 1839. До 1826. године султан је био спреман да крене против јањичара у корист више модерније војске. Махмуд II их је намерно подстакао на побуну, описујући то као султанов „пуч против јањичара“. Султан их је путем фатве, обавестио да формира нову војску, организовану и обучену по узору на модерне европске војске. Као што је и предвиђено, они су се побунили, напредујући према султановој палати. У борби која је уследила, јањичарска касарна је запаљена артиљеријском ватром, што је резултирало са 4.000 јаничарских смртних случајева. Преживели су или прогнани или погубљени, а султан им је запленио имовину. Овај догађај се сада зове Инцидент у добар час. Последњи јаничари су потом усмрћени обезглављивањем у ономе што је касније названо крвном кулом Солуну.
Они су означили почетак модернизације и имали су тренутне ефекте као што су увођење одеће у европском стилу, архитектуре, законодавства, институционалне организације и земљишне реформе.

#### Русија, 1828–1829
Руско-турски рат (1828—1829) није дао султану времена да организује нову војску, и био је приморан да ове младе и недисциплиноване регруте користи у борби против руских ветерана. Рат је приведен крају катастрофалним Једренским миром. Иако су се реформе о којима је реч углавном спроводиле ради побољшања војске, најзначајнији развој који је произашао из ових напора био је низ школа које подучавају све, од математике до медицине, за обуку нових официра.

#### Египат, 1830-их
Касније током своје владавине Махмуд се умешао у спорове са египатским и суданским валијом Мухамедом, који је технички био Махмудов вазал. Султан је затражио помоћ Мухамеда у сузбијању побуне у Грчкој, али није платио обећану цену за своје услуге. Године 1831. Мухамед је објавио рат султану и успео да преузме контролу над Сиријом и Арабијом до краја рата 1833. године. Махмуд је 1839. године наставио рат надајући се да ће надокнадити своје губитке, али је умро у тренутку кад су вести биле на путу за Константинопољ да је царску војску код Низипа поразила египатска војска коју је предводио Мухамедов син, Ибрахим-паша од Египта.

#### Економија
У његово доба финансијска ситуација Царства била је лоша, а одређене друштвене класе дуго су биле потлачене тешким порезима. Бавећи се компликованим питањима која су се појавила, сматра се да је Махмуд II показао најбољи дух још од Ћуприлића. Ферман је 22. фебруара 1834. укинуо злобне намете које су јавни функционери, прелазећи провинције, одавно навикли да узимају од становника. Истим едиктом свако прикупљање новца, осим два редовна полугодишња раздобља, проглашено је злоупотребом. „Нико није неупућен“, рекао је султан Махмуд II у овом документу, „да сам дужан да пружим подршку свим својим поданицима против узнемирујућих записничара, да се непрестано трудим да олакшам, уместо да повећавам њихов терет, и да осигурам мир и спокој. Стога су та дела угњетавања истовремено у супротности са вољом Божијом и мојим царским наредбама."
Харач, иако је био умерен и ослобађао оне који су га плаћали од служења војног рока, одавно је постао покретач тираније дрскости и лошег понашања државних сакупљача. Ферман из 1834. године укинуо је стари начин наплате и одредио да га треба сакупљати комисија састављена од Кади, муслиманских гувернера и Ајанаца или општинских поглавара Рајаса у сваком округу. Остварена су многа друга финансијска побољшања. Другим важним низом мера управна влада је поједностављена и ојачана, а велики број синекурних канцеларија је укинут. Султан Махмуд II дао је драгоцен лични пример доброг разума и економичности, потиснуо све титуле без дужности и елиминисао све положаје плаћених службеника без функција.

## Танзиматска ера 1839–1876
Проглашењем хатишерифа 1839. године покренут је период Танзиматских реформи (са арапског: تنظيم tanẓīm, у преводу "организација") (1839–1876). Пре првог фермана, имовина свих особа прогнаних или осуђених на смрт одузета је од стране круне, што је задржало гнусан мотив за окрутна дела и што је охрабривало мноштво подлих делатора. Други ферман уклонио је древна права турских гувернера да по својој вољи осуђују људе на тренутну смрт, паше, аге и други официри добили су наредбу да „не смеју сами да изричу смртну казну било ком човеку, било раји или Турцима, осим ако то није одобрено законском казном коју су изрекли Кадији и коју је редовно потписивао судија."
Танзиматске реформе нису зауставиле успон национализма у подунавским кнежевинама и Кнежевини Србије, које су биле полу-независне скоро шест деценија. Године 1875. суседне кнежевине Србија и Црна Гора, и Уједињене Кнежевине Влашка и Молдавија, једнострано су прогласиле своју независност од царства. Након Руско-турског рата (1877—1878), Османско царство је признало њихову независност. Бугарсја је такође постигла независност (као Кнежевина Бугарска), њени добровољци су учествовали у Руско-турском рату на страни побуњених нација.
Владина серија уставних реформи довела је до прилично модерне регрутне војске, реформи банкарског система, декриминализације хомосексуалности, замене верског закона секуларним правом и еснафима са модерним фабрикама.

### 1839–1861 Абдулмеџит I

#### 1840-их
Османско Министарство поште основано је у Истанбулу 23. октобра 1840. Прва пошта била је Postahane-i Amire у близини дворишта џамије Јени.
Увођење првих османских новчаница од папира (1840) и отварање првих пошта (1840), реорганизација финансијског система према француском моделу (1840), реорганизација Грађанског и Кривичног законика према француском узору (1840), успостављање Meclis-i Maarif-i Umumiye (1841) који је био прототип Првог османског парламента (1876), реорганизација војске и редован метод регрутовања и одређивање трајања војне службе (1843–1844), усвајање химне и заставе (1844), институција Савета за јавно образовање (1845) и Министарства просвете (Mekatib-i Umumiye Nezareti, 1847, која је касније постала Maarif Nezareti, 1857), укидање ропства и трговине робљем (1847), оснивање првих модерних универзитета (darülfünun, 1848), академија (1848) и учитељских школа (darülmuallimin, 1848).
Семјуел Морзе је добио свој први патент за телеграф у 1847, а издао га је лично султан Абдулмеџид I који је лично тестирао нови проналазак. Након овог успешног теста, радови на инсталацији прве телеграфске линије (Истанбул-Једрене-Шумен) започели су 9. августа 1847.

#### Лична карта и османски попис, 1844.
Иако је Османско царство имало евиденцију становништва пре 1830-их, тек 1831. године основана је Канцеларије за регистре становништва (Ceride-i Nüfus Nezareti). Канцеларија је децентрализована 1839. године како би располагала тачнијим подацима. Регистратори, инспектори и службеници за становништво именовани су у провинције и мање управне округе. Повремено су бележили рађања и умирања и упоређивали спискове који указују на промене становништва у сваком округу. Ови записи нису представљали укупан број становништва. Уместо тога, заснивали су се на ономе што је познато као „глава домаћинства“. Уписивани су само узраст, занимање и имовина само мушких чланова породице.
Први османски попис широм земље био је 1844. године. Прве националне личне карте које су званично представљале личне документе Mecidiye, или неформално kafa kağıdı (главни папир).

#### 1850-их
Хатихумајун из 1856. године обећао је једнакост за све османске грађане без обзира на њихову етничку припадност и верско опредељење, чиме је проширен Хатишериф од Гилханеа. Генерално, Танзиматске реформе имале су далекосежне ефекте. Међу онима који су се школовали у школама основаним током периода Танзимата били су Мустафа Кемал Ататурк и други прогресивни лидери и мислиоци Републике Турске и многих других бивших османских држава на Балкану, Блиском истоку и Северној Африци. Те реформе су укључивале гаранције да се османским поданицима осигура савршена сигурност за њихов живот, част и имовину,
Оснивање Министарства здравља (Tıbbiye Nezareti, 1850), Законик о трговини и робној размени (1850), оснивање Академије наука (Encümen-i Daniş, 1851), успостављање Şirket-i Hayriye који је управљао првим путничким трајектима на парни погон, први судови у европском стилу (Meclis-i Ahkam-ı Adliye, 1853) и врховно судско веће (Meclis-i Ali-yi Tanzimat, 1853), успостављање модерне општине Истанбул (Şehremaneti, 1854) и Већа за урбанизам (İntizam-ı Şehir Komisyonu, 1855), укидање главног пореза на немуслимане, редовним методом утврђивања и убирања пореза (1856), немуслиманима је било дозвољено да постану војници (1856), разне одредбе за бољу администрацију јавне службе и унапређење трговине, успостављање првих телеграфских мрежа (1847–1855) и железничког саобраћаја (1856), замена еснафа фабрикама, оснивање Османске централне банке (првобитно основане као Bank-ı Osmanî 1856. године, а касније реорганизоване као Bank-ı Osmanî-i Şahane 1863. године) и Османске берзе (Dersaadet Tahvilat Borsası, основана 1866), Законик о земљи (Arazi Kanunnamesi, 1857), дозвола за издаваче у приватном сектору и штампарије са Serbesti-i Kürşad Nizamnamesi (1857), оснивање Школе за економске и политичке науке (Mekteb-i Mülkiye, 1859).
У 1855. години османска телеграфска мрежа је почела са радом и успостављена је Телеграфска управа.

#### Кримски рат, 1853–1856
Кримски рат (1853–1856) био је део дуготрајног надметања главних европских сила за утицај на територијама ослабљеног Османског царства. Британија и Француска успешно су браниле Османско царство од Русије.
Већина борби одвијала се када су се савезници искрцали на руско полуострво Крим да би стекли контролу над Црним морем. Било је мањих кампања у западној Анадолији, Кавказу, Балтичком мору, Тихом океану и Белом мору. Био је то један од првих „модерних“ ратова, јер је у ратовање увео нове технологије, као што је прва тактичка употреба железница и телеграфа. Париски мир (1856) обезбедио је османску контролу над Балканом и сливом Црног мора. То је трајало до пораза Османлија у Руско-турском рату 1877–1878.
Османско царство је узело прве иностране зајмове 4. августа 1854. године, убрзо након почетка Кримског рата.
Рат је изазвао егзодус кримских Татара. Од укупне татарске популације од 300.000 у Тауридској губернији, око 200.000 кримских Татара преселило се у Османско царство у непрекидним таласима емиграције. Пред крај Кавкаског рата, 90% Черкеза је прогнано из својих домовина на Кавказу и насељено у Османско царство. Током 19. века дошло је до емиграције великог дела муслиманских народа са Балкана, Кавказа, Крима и Крита на територију данашње Турске. До почетка 19. века, чак 45% становништва на територији данашње Турске су били досељени муслимани, што је имало велики утицај у обликовању основних карактеристика земље. Ти људи су се под општом дефиницијом звали Мухаџири. By the time the Ottoman Empire came to an end in 1922, half of the urban population of Turkey was descended from Muslim refugees from Russia. Кримско-татарске избеглице крајем 19. века имале су посебно запажену улогу у настојању да модернизују турско образовање.

#### Јермени, 1860-их
Под утицајем доба просветитељства и успона национализма под Османским царством, јерменски народноослободилачки покрет развио се почетком 1860-их година. Фактори који су допринели његовом настанку учинили су да покрет буде сличан покрету балканских држава, посебно Грка. Јерменска елита и разне милитантне групе настојале су да побољшају и одбране углавном рурално јерменско становништво источног Османског царства од муслимана, али је крајњи циљ био стварање јерменске државе у јерменски насељеним областима које је у то време контролисало Османско царство и Руска Империја.

### 1861–1876 Абдул Азиз
Абдул Азиз је наставио реформе Танзимата и Ислахата. Нови административни окрузи (вилајети) основани су 1864. године, а Државно веће основано је 1868. године. Јавно образовање организовано је по француском моделу, а Универзитет у Истанбулу реорганизован је као модерна институција 1861. Абдул Азиз је такође био први султан који је путовао ван његовог царства. Његово путовање 1867. године укључивало је посету Уједињеном Краљевству. Правилником о штампи и новинарству (Matbuat Nizamnamesi, 1864), између осталог,  1876. успостављена је прва међународна поштанска мрежа између Истанбула и земаља изван пространог Османског царства. У 1901. години извршен је први трансфер новца преко поште и почео је са радом први теретни сервис. Хомосексуалност је 1868. године декриминализована
Хришћански милети добили су одређене привилегије, као у Јерменском националном уставу из 1863. године. Овај Кодекса прописа који је одобрио Диван састојао се од 150 чланова које је израдила јерменска интелигенција. Друга институција била је новоформирана јерменска национална скупштина. Хришћанско становништво царства, захваљујући вишем образовном нивоу, почело је да долази на јавним функцијама испред муслиманске већине, што је довело до великог њиховог незадовољства. У 1861. години за османске хришћане постојале су 571 основних и 94 средњих школа са укупно 140.000 ученика, што је бројка која је у исто време знатно премашивала број муслиманске деце у школи, коју је и даље спутавало време проведено у учењу арапске и исламске теологије. Виши образовни ниво хришћана им је омогућио да играју велику улогу у економији. У 1911. години, од 654 велепродајних предузећа у Истанбулу, 528 су била у власништву етничких Грка.
Године 1871. Министарство поште и Управа за телеграф су спојени, постајући Министарство поште и телеграфа. У јулу 1881. успостављен је први телефонски круг у Истанбулу између Министарства поште и телеграфа у кварту Согукчешме и Постахане-и Амире у кварту Јениџами. Дана 23. маја 1909. године, прва ручна телефонска централа капацитета 50 линија почела је са радом у пошти Бујук у кварту Сиркеџи.

#### Бугарска, 1870-их
Успон националног буђења Бугарске довео је до Бугарског народног препорода. За разлику од Грчке и Србије, националистички покрет у Бугарској се у почетку није концентрисао на оружани отпор Османском царству. Након успостављања Бугарске егзархије 28. фебруара 1870. године, велика оружана борба почела је да се развија већ почетком 1870-их успостављањем Интерне револуционарне организације и Револуционарног централног комитета, као и активним учешћем Васила Левског у обе организације. Борба је свој врхунац доживела Априлским устанком 1876. године у неколико бугарских округа у Мезији, Тракији и Македонији. Сузбијање устанка и злочини које су османски војници починили над цивилним становништвом повећали су бугарску жељу за независношћу.

#### Албанци, 1870-их
Због верских веза албанске већине становништва са владајућим Османлијама и непостојања албанске државе у прошлости, национализам је био мање развијен међу Албанцима у 19. веку него међу осталим земљама југоисточне Европе. Тек од 1870-их, међу њима се развио покрет „националног буђења“ - веома успорен, у поређењу са Грцима и Србима. Руско-турски рат 1877–1878 задао је одлучујући ударац османској сили на Балканском полуострву. Страх Албанаца да ће земље које су населили бити подељене између Црне Горе, Србије, Бугарске и Грчке подстакао је пораст албанског национализма.

## Османски устав, 1876
Реформистичко раздобље достигло је врхунац Уставом, названим Kanûn-u Esâsî (у преводу "Основни закон"), који су написали припадници Младотурског покрета, а који је проглашен 23. новембра 1876. године. Успоставио је слободу веровања и једнакост сви грађани пред законом. Прва уставна ера, царства била је краткотрајна. Али идеја османизма показала се утицајном. Група реформатора позната као Младотурци, углавном школовани на западним универзитетима, веровали су да ће уставна монархија дати одговор на растуће социјалне немире царства. Војним пучем 1876. године приморали су султана Абдула Азиза (1861–1876) да абдицира у корист Мурата V. Међутим, Мурат V је био ментално болестан и свргнут је у року од неколико месеци. Његов наследник, Абдул Хамид II (1876–1909), позван је да преузме власт под условом да прогласи уставну монархију, што је и учинио 23. новембра 1876. Парламент је преживео само две године пре него што га је султан суспендовао. Када је био присиљен да га поново сазове, он је уместо тога укинуо представничко тело. Ово је окончало ефикасност Kanûn-ı Esâsî устава.

### 1876 Мурат V
После свргавања са престола Абдула Азиза, Мурат је устоличен. Надало се да ће потписати устав. Међутим, због здравствених проблема, Мурат је такође свргнут са престола након 93 дана, чиме је постао султан који је најкраће владао Османским царством.

## Прва уставна ера, 1876–1878
Прва уставна ера Османског царства било је раздобље уставне монархије од проглашења Kanûn-ı Esâsî (у преводу "Основни закон"), који су написали чланови Младотурског покрета, од 23. новембра 1876. до 13. фебруара 1878. Ера се завршила суспендовањем османског парламента од стране Абдула Хамида II.

### 1876–1879 Абдул Хамид II

#### Руско-турски рат 1877–1878
Руско-турски рат (1877—1878) имао је своју позадину у порасту национализма на Балкану, као и у руском циљу да врати територијалне губитке које је претрпела током Кримског рата, поновног приступа Црном мору и подршку политичким покретима ослобађања балканских народа од Османског царства. Као резултат рата, кнежевине Румунија, Србија и Црна Гора, које су неко време имале фактички суверенитет, формално су прогласиле независност од Османског царства. После скоро пола миленијума османске владавине (1396–1878), бугарска држава је поново успостављена као Кнежевина Бугарска, обухватајући земљу између реке Дунав и Старе планине (осим Северне Добруџе која је припала Румунији) и региона Софија, која је постала главни град нове државе. Берлински конгрес такође је дозволио Аустроугарској да окупира Босну и Херцеговину и Великој Британији да преузме Кипар, док је Руска Империја анектирала Јужну Бесарабију и регион Карс.

#### Берлински конгрес, 1878
Берлински конгрес (13. јуна - 13. јула 1878) био је састанак водећих државника великих сила Европе и Османског царства. Услед Руско-турског рата (1877—1878) који се завршио одлучном победом Русије и њених православних хришћанских савезника (поданика Османског царства пре рата) на Балканском полуострву, хитна потреба била је стабилизација и реорганизација Балкана и основао нових нација. Немачки канцелар Ото фон Бизмарк, који је предводио Конгрес, обавезао се да ће прилагодити границе како би се умањио ризик од већег рата, истовремено признајући смањену моћ Османлија, и уравнотежио је различите интересе великих сила.
Као резултат, османски поседи у Европи нагло су опали, Бугарска је основана као независна кнежевина унутар Османског царства, али није смела да задржи сву своју претходну територију. Бугарска је изгубила Источну Румелију, која је под посебном управом враћена Турцима, и Македонију, која је директно враћена Турцима, који су обећали реформу. Румунија је постигла пуну независност, али је део Бесарабије морала да преда Русији. Србија и Црна Гора су коначно стекле потпуну независност, али на мањим територијама.
У 1878. Аустроугарска је једнострано окупирала османске провинције Босну и Нови Пазар, али је османска влада оспорила овај потез и задржала своје трупе у обе провинције. Застој је трајао 30 година (аустријске и османске снаге коегзистирале су у Босни и Новом Пазару три деценије) до 1908. године, када су Аустријанци искористили политичка превирања у Османском царству која су произашла из Младотурске револуције и анексије Босне и Херцеговине, али су повукли своје трупе из Новог Пазара како би постигли компромис и избегли рат са Турцима.
У замену за залагање британског премијера Бенџамина Дизраелија за обнављање османских територија на Балканском полуострву током Конгреса у Берлину, Британија је преузела управу над Кипром 1878. године а касније је послала трупе у Египат 1882. године под изговором да помаже османској влади да угуши Урабијев устанак, ефективно стекавши контролу над обе територије (Британија је формално припојила још увек номиналне османске територије Кипар и Египат 5. новембра 1914. године, као одговор на одлуку Османског царства да уђе у Први светски рат на страни Централних сила.) Француска је окупирала Тунис 1881. године.
Резултати су прво поздрављени као велико достигнуће у успостављању мира и стабилизацији. Међутим, већина учесника није била у потпуности задовољна, а незадовољства су ескалирала током Првог светског рата 1914. Србија, Бугарска и Грчка су постигле добитак, али далеко мањи него што су мислиле да заслужују. Османско царство је у то време називано „болесником са Босфора“, било је понижено и знатно ослабљено, што га је чинило подложнијим домаћим немирима и рањивијим на нападе. Иако је Русија победила у рату који је био повод за конференцију, у Берлину је била понижена. Аустрија је добила велику територију, што је наљутило Јужне Словене и довело до деценијских тензија у Босни и Херцеговини. Бизмарк је постао мета мржње руских националиста и панслависта и открио је да је Немачку преуско везао за Аустрију на Балкану.
Дугорочно, тензије између Русије и Аустроугарске су се појачале, као и питање националности на Балкану. Конгрес је успео да Истанбул сачува у османским рукама. Ефикасно је неутралисао победу Русије. Берлински конгрес вратио је територије Османском царству које је претходни уговор дао Кнежевини Бугарске, посебно Македонију, постављајући тако снажан реваншистички захтев Бугарске који је 1912. године довео до Првог балканског рата у којем су Турци поражени и изгубили скоро целу Европу. Како се Османско царство постепено смањивало у величини, војној моћи и богатству, многи балкански муслимани мигрирали су на преосталу територију царства на Балкану или у срце Анатолије. Муслимани су били већина у неким деловима Османског царства као што су Крим, Балкан и Кавказ, као и већина у јужној Русији и неким деловима Румуније. Османско царство је између 19. и 20. века временом изгубило већину ових земаља. До 1923. године само су Анадолија и источна Тракија имале муслиманску већину.

## Истибдат 1879-1908

### 1879–1908 Абдул Хамид II
Абдул Хамид се такође сматра једним од последњих султана који има потпуну контролу. Његова владавина борила се са кулминацијом 75 година промена у целом царству и супротстављеном реакцијом на ту промену. Био је посебно забринут за централизацију царства. Локалне провинције Османског царства имале су већу контролу над својим областима од централне владе. Спољни односи Абдула Хамида II произашли су из „политике неопредељења“. Султан је разумео крхкост османске војске и слабости царства у својој унутрашњој контроли. Панисламизам је постао Абдул Хамидово решење за губитак идентитета и моћи царства. Његови напори да промовише панисламизам били су углавном неуспешни због велике немуслиманске популације и европског утицаја на царство. Његова политика је у суштини изоловала царство, која је даље помогла у његовом пропадању. Неколицина елите која је тражила нови устав и реформу царства била је принуђена да побегне у Европу. Нове групе радикала почеле су да угрожавају моћ Османског царства.

#### Египат 1880-их
Након што је стекао одређену аутономију током раних 1800-их, Египат је ушао у период политичких превирања до 1880-их. У априлу 1882. британски и француски ратни бродови појавили су се у Александрији да подрже кедива и спрече земљу да падне у руке антиевропских држављана.
У августу 1882. британске снаге напале су и окупирале Египат под изговором завођења реда. Британци су подржали кедива Теуфика и обновили стабилност, што је било посебно корисно за британске и француске финансијске интересе. Египат и Судан остали су као османске провинције дејуре све до 1914. године, када се Османско царство придружило Централним силама у Првом светском рату. Искористивши то Велика Британија је званично припојила ове две провинције и Кипар.

#### 1893–1896 Османски попис
Године 1867, Државни савет је израдио табеле за попис становништва, повећавајући прецизност евиденције становништва. Они су увели нове мере евидентирања броја становника 1874. године. То је довело до успостављања Опште управе за становништво, при Министарству унутрашњих послова 1881-1882.
Први званични попис становништва (1881–1893) завршен је након 10 година. Године 1893. састављени су и представљени резултати. Овај попис је први модерни, општи и стандардизовани попис који је извршен не ради опорезивања ни у војне сврхе, већ ради прикупљања демографских података. Становништво је било подељено на етно-верске и полне карактеристике. Бројеви мушких и женских становника дати су у етно-религијским категоријама, укључујући муслимане, Грке, Јермене, Бугаре, католике, Јевреје, протестанте, Латине, Сиријце и Цигане 

#### Јермени, 1890-их
Иако су добили свој устав и националну скупштину Танзиматским реформама, Јермени су покушали да захтевају примену члана 61 од османске владе, како је договорено на Берлинском конгресу 1878. године.

##### Аутономаши
Током 1880 - 1881. године, док је јерменски народноослободилачки покрет био у раној фази, недостатак спољне подршке и немогућност одржавања обучених, организованих курдских снага умањили су курдске тежње. Међутим, две истакнуте курдске породице (племена) су се супротставиле царству. Бадр канови су били наследници, док су Сајиди из Нихирије били аутономаши. Након Руско-турског рата 1877-1878. уследио је покушај шејха Убејда Алаха од Нихрије 1880 – 1881. да оснује "независну курдску кнежевину" око османско-персијске границе (укључујући Ван Вилајет) где је јерменско становништво било значајно. Шејх Убејд Алах из Нихрије окупио је 20.000 бораца. Шејха Убејда Алаха од Нихрије заробиле су османске снаге 1882. године и овај покрет је окончан.
У мају 1889. догодио се крвави сукоб у Башкалеу између партије Арменакан и османских снага. Догађај је био важан, јер се одразио на главну јерменску штампу, јер су заплењени документи о Арменакану показивали опсежну заверу националног покрета. Османски званичници веровали су да су Јермени чланови великог револуционарног апарата и да се дискусија пренела на новине (Истерн Екпрес, Оријентал Адвертајзер, Садет и Тарик), а због тога су заробили бројне новинаре. У неким јерменским круговима овај догађај се сматрао мучеништвом и донео је друге оружане сукобе. Отпор у Башкалеху био је у близини персијске границе, а Арменакани су комуницирали са Јерменима у Персијском царству. Гугунијска експедиција, била је покушај мале групе јерменских националиста из руске Јерменије да покрену оружану експедицију преко границе у Османско царство 1890. године као подршку локалним Јерменима.
У јерменском кварту Кум Капу, седишту јерменског патријарха, избиле су демонстрације, које су угушене брзом акцијом команданта Хасана Аге. Дана 27. јула 1890. Харутјун Јангуљан, Михран Дамадјан и Хамбарцум Бојајан прекинули су јерменску мису да би прочитали манифест и осудили равнодушност јерменског патријарха и јерменске националне скупштине. Харутјун Јангуљан (члан из Вана) покушао је да изврши атентат на истанбулског патријарха. Циљ је био наговорити јерменске свештенике да своје политике ускладе са националном политиком. Убрзо су приморали патријарха да се придружи поворци која је кренула ка дворцу Јилдиз да захтева спровођење члана 61. Берлинског споразума. Значајно је да овај масакр, у којем се наводи да је 6.000 Јермена страдало, није резултат општег пораста муслиманског становништва. Муслимани у томе нису учествовали, а многи Јермени су уточиште пронашли у муслиманским деловима града.

##### Програм реформи
Курди (побуњеници, разбојници) некажњено су опљачкали суседне градове и села.
Централна претпоставка система Хамидија, да би се курдска племена могла подвести под војну дисциплину, показала се „утопијском“. Персијска козачка бригада је касније доказала да може да функционише као независна јединица, али османски пример, који је направљен по узору на њу, никада није заменио племенску оданост османском султану, па чак ни његовој јединици за успостављање.
У 1892. години, први пут је обучена и организована курдска сила коју је подстакао султан Абдул Хамид II. Постоји неколико разлога због којих је створена лака коњица Хамидија. Оснивање Хамидије једним је делом био одговор на руску претњу, али историчари верују да је главни разлог био сузбијање јерменских социјалистичких / националистичких револуционара. Јерменски револуционари су представљали претњу јер су на њих гледали као на реметиоце и могли су да раде са Русима против Османског царства. Корпус Хамидије или пукови лаке коњице Хамидије били су добро наоружани, нередовни, већински курдски коњаници (мањи број су били припадници других мањина, попут Туркмена) који су деловали у источним провинцијама Османског царства. Они су требали да буду организовани по узору на кавкаске козачке пукове (пример Персијске козачке бригаде) и прво су добили задатак да патролирају руско-османском границом и друго, да смање потенцијал курдско-јерменске сарадње. Коњица Хамидија ни на који начин није била међуплеменска сила, упркос њиховом војном изгледу, организацији и потенцијалу. Хамидије су брзо сазнале да им се може судити само путем војног војног суда Постали су имуни на цивилну управу. Схвативши свој имунитет, претворили су своја племена у „легализоване пљачкашке бригаде“ док краду жито, жању поља која нису њиховог поседа, одвозе стада и отворено краду од трговца. Неки тврде да је стварање Хамидија „додатно антагонизовало јерменско становништво“ и погоршало сам сукоб због којег су створени да га спрече.
Курдски поглавар је такође опорезовао становништво у региону за издржавање ових јединица, док су Јермени ово курдско опорезивање доживели као експлоатацију. Када су се јерменски гласноговорници суочили са курдским поглаваром (питање двоструког опорезивања), то је довело до непријатељства између обе популације. Коњица Хамидија малтретирала је и нападала Јермене.
Године 1908, након свргавања султана, коњица Хамидија расформирана је као организована снага, али како су били „племенске снаге“ пре званичног признања, остале су као „племенске снаге“ након раскомадавања. Коњица Хамидија описана је као војно разочарање и неуспех због свог доприноса племенској завади.

##### Јермени
Главну улогу у Хамидијским масакрима 1894-1896 често се приписује пуковима Хамидија, посебно током крвавог сузбијања демонстрација у Сасуну (1894). Дана 25. јула 1897. године, почела је експедиција Канасор против курдског племена Мазрик које је чинило значајан део ове коњице. Прва значајна битка јерменског покрета отпора одиграла се у Сасуну, где су националистички идеали размножавали активисти Хунчака, као што су Михран Дамадјан, Хампарцум Бојађан и Храир. Јерменска револуционарна федерација такође је играла значајну улогу у наоружавању људи у региону. Јермени из Сасуна суочили су се са османском војском и курдском коњицом у Сасуну, подлежући већем броју. Уследила је побуна у Сулејманлију (1895–1896), која је припремана између 1891. и 1895. године, када су активисти Хунчака обилазили разне регије Киликије и Сулејманлија да би подстакли отпор и основали нове огранке Социјалдемократске хунчакове партије.
На овом подручју је месецима беснело нешто налик грађанском рату између Јермена и Муслимана (у који су биле уплетене Хамидије (коњица)) пре него што је посредовањем Великих сила приведен крају. Међутим, уместо јерменске аутономије у овим регионима, Курди (курдски племенски поглавари) задржали су већи део своје аутономије и моћи. Абдулхамид је покушао да промени традиционалну структуру моћи „сегментираних, аграрних курдских друштава“ - ага, шајкова и племенских поглавара, али са мало успеха, због њиховог географског положаја на јужном и источном рубу царства и планинске топографије, и ограниченог транспортног и комуникационог система. Држава је имала мали приступ овим провинцијама и била је приморана да неформално договара са племенским поглаварима, на пример, османски кадија и муфтија нису имали јурисдикцију над верским законом који је појачавао курдску власт и аутономију.
Окупацију Османске банке 1896. извршила је јерменска група наоружана пиштољима, ручним бомбама, динамитом и ручним бомбама у Истанбулу. Окупација банке трајала је 14 сати, што је резултирало смрћу 10 јерменских мушкараца и османских војника. Османска реакција на окупацију били су нови масакри и погроми неколико хиљада Јермена који су живели у Истанбулу и претња султана Абдула Хамида II да ће срушити целу зграду. Међутим, интервенција европских дипломата у граду успела је да наговори Јермене да се предају, обезбеђујући им сигурни пролаз у Француску. Упркос нивоу насиља, окупација је позитивно забележена у европској штампи, хвалећи Јермене због њихове храбрости и циљева које су покушали да постигну.

#### Економија
Економски гледано, царство је имало потешкоћа у отплати јавног дуга европским банкама, што је проузроковало оснивање Управног савета османског јавног дуга. Крајем 19. века главни разлог због којег велике силе нису заузеле царство био је њихов покушај одржавања равнотеже моћи на том подручју. И Аустрија и Русија желеле су да повећају своје сфере утицаја и територију на рачун Османског царства, али их је држала под контролом углавном Британија, која се плашила руске доминације у источном Медитерану.

## Галерија
- Махмуд II
- Абдулмеџид
- Абдул Азиз
- Мурат V